# Klejwy (gmina)
Klejwy – dawna gmina wiejska istniejąca na przełomie XIX i XX wieku w guberni suwalskiej. Siedzibą władz gminy były Klejwy.
Za Królestwa Polskiego gmina należała do powiatu sejneńskiego w guberni suwalskiej.
Gminę zniesiono w 1877 roku, włączając ją do gminy Hołny Wolmera.
W 1921 roku Klejwy wchodzą w skład gminy Krasnopol.